# Pakistanische Cricket-Nationalmannschaft in England in der Saison 1971
Die Tour der pakistanischen Cricket-Nationalmannschaft nach England in der Saison 1971 fand vom 3. Juni bis zum 13. Juli 1971 statt. Die internationale Cricket-Tour war Bestandteil der Internationalen Cricket-Saison 1971 und umfasste drei Tests. England gewann die Serie 1–0.

## Vorgeschichte
Für beide Mannschaften war es die erste Tour der Saison.
Das letzte Aufeinandertreffen der beiden Mannschaften bei einer Tour fand in der Saison 1968/69 in Pakistan statt.

## Stadien
Die folgenden Stadien wurden für die Tour als Austragungsort vorgesehen.
| Stadion                  | Stadt      | Kapazität | Spiele  |
| ------------------------ | ---------- | --------- | ------- |
| Edgbaston Cricket Ground | Birmingham | 24.803    | 1. Test |
| Headingley Stadium       | Leeds      | 17.000    | 3. Test |
| Lord’s Cricket Ground    | London     | 30.000    | 2. Test |

## Kaderlisten
Die beiden Mannschaften benannten die folgenden Kader.
| Test | Test |
| England | Pakistan |
| --- | --- |
| - Ray Illingworth (K) - Dennis Amiss - Geoff Boycott - Colin Cowdrey - Basil D’Oliveira - John Edrich - Norman Gifford - Robin Hobbs - Richard Hutton - Alan Knott (wk) - Peter Lever - Brian Luckhurst - John Price - Ken Shuttleworth - Derek Underwood - Alan Ward | - Intikhab Alam (K) - Aftab Gul - Asif Iqbal - Asif Masood - Imran Khan - Majid Khan - Mushtaq Mohammad - Pervez Sajjad - Sadiq Mohammad - Saeed Ahmed - Saleem Altaf - Wasim Bari (wk) - Zaheer Abbas |

## Tour Matches
Pakistan bestritt 16 Tour Matches während der Tour.

## Tests

### Erster Test in Birmingham
| 3. – 8. Juni Scorecard | Birmingham | Pakistan 608-7d (195) | – | England 353 (120.5) & 229-5 (90.5) (f/o) |
|                        |            | Remis                 |   |                                          |

Pakistan gewann den Münzwurf und entschied sich als Schlagmannschaft zu beginnen.

### Zweiter Test in London
| 17. – 22. Juni Scorecard | London (Lord’s) | England 241-2d (83) & 117-0 (45) | – | Pakistan 148 (72.4) |
|                          |                 | Remis                            |   |                     |

England gewann den Münzwurf und entschied sich als Schlagmannschaft zu beginnen.

### Dritter Test in Leeds
| 8. – 13. Juli Scorecard | Leeds | England 316 (105.2) & 264 (107.3) | – | Pakistan 350 (209.4) & 205 (88.3) |
|                         |       | England gewinnt mit 25 Runs       |   |                                   |

England gewann den Münzwurf und entschied sich als Schlagmannschaft zu beginnen.